# Anthene scintillans
Anthene scintillans är en fjärilsart som beskrevs av Tite 1966. Anthene scintillans ingår i släktet Anthene och familjen juvelvingar. Inga underarter finns listade i Catalogue of Life.